# Katalin Marosi
Katalin Marosi (Gheorgheni, 12 de Novembro de 1979) é uma ex-tenista profissional húngara, com o ranking mais alto de 33º, em duplas, conquistado em 6 de maio de 2013. No circuito ITF, possui 15 títulos de simples e 31 duplas. Atingiu 3ª fase do Grand Slam em 2000 (Australian Open, duplas) e 2013 (Wimbledon, duplas mistas). Em Olimpíadas, atingiu as quartas de final de duplas, em Sydney (2000).
Se aposentou pela primeira vez em 2013, quando parou de jogar simples definitivamente. Seu torneio final foi em Toronto, no mês de agosto. Retornou em abril de 2015 e jogou por mais um ano. O último compromisso foi pelo WTA de Miami de 2016: com Katerina Siniakova, perdeu para as espanholas Anabel Medina Garrigues e Aranxta Parra Santonja na estreia.

## Vida Pessoal
Katalin foi apresentada ao esporte ainda com 6 anos de idade em Budapeste. Apesar de competir em vários tipos de quadra, prefere o piso duro. Sua mãe, Ildiko, é secretária; seu pai, Sandor, é treinador de ginástica. Possui um irmão mais velho, Peter, também jogador de tênis. A melhor lembrança que teve foi fazer aquecimento de saque com Steffi Graf, no Torneio de Roland Garros de 1996, e conquistar o primeiro torneio ITF. Marosi admirava Graf porque "ela sabia tudo sobre tênis e era muito boa mentalmente".